# Wim Vandewiele
Wim Vandewiele (Antwerpen, 13 februari 1979) is een Belgisch socioloog, sociaal-cultureel antropoloog en docent aan de Faculteit Theologie en Religiewetenschappen Leuven. Sinds 2020 is hij voorzitter van Pax Christi Vlaanderen. 

## Levensloop
Na in 2004 zijn licentiaatsopleiding in de sociologie te hebben voltooid, promoveerde Vandewiele in 2014 tot doctor in de sociale en culturele antropologie (promotor: prof. dr. Marie-Claire Foblets, KU Leuven & Max Planck Institute). Zijn doctoraatsverhandeling bestond uit een onderzoek binnen de Belgische Sint-Sixtusabdij van Westvleteren onder de titel: Contemplatieve abdijgemeenschappen in de 21ste eeuw. Een etnografische studie naar het hedendaagse contemplatieve gemeenschapsleven.
Hij vervolgde met verder onderzoek dat zich toespitste op:
- leiderschap, communicatie en identiteit in religieuze gemeenschappen en organisaties,
- empirisch en beleidsgerichte benadering van actuele dynamieken en problemen binnen religieuze gemeenschappen,
- kerksociologie.

Vandewiele is 
- docent godsdienstsociologie aan het International Institute Canon Triest in Gent, met name in de tweejarige opleiding ‘Master in the Social Doctrine of the Church’ (geaccrediteerd door de Pontifical Lateran University, Rome);
- lid van de onderzoekseenheid Pastoraaltheologie en Empirische Theologie;
- titularis van de 'Leerstoel Priester Léon de Foere' (KU Leuven).

Hij is verder:
- deeltijds stafmedewerker bij Curando O.L.V. van 7 Weeën vzw in Ruiselede, een organisatie voor ouderenzorg, waar hij verantwoordelijk is voor het pastoraal en ethisch beleid van de organisatie.

Wim Vandewiele woont in Wingene. Hij is er lid van de gemeentelijke milieuraad en van het ACW-bestuur Wingene.

## Publicaties
- Scheiding tussen kerk en staat vraagt dialoog, in: Tertio, 2009.
- Catacombenkerk in stad Antwerpen: naar een vitale kerkelijke presentie in de binnenstad, in: J. BASTIAENS & G. VAN LANGENDONCK (eds), Op zoek naar gemeenschap in een godvergeten tijd, Antwerpen, Universitair Centrum Sint-Ignatius, 2010.
- Gedoemd tot inter- en intralevensbeschouwelijk divers samenleven, in: De Gids op Maatschappelijk Gebied, 2012.
- De paus geeft een krachtig signaal’, in: Deredactie.be (online), 2013.
- Contemplatieve abdijgemeenschappen in de 21ste eeuw. Een etnografische studie naar het hedendaagse contemplatieve gemeenschapsleven, Leuven, KU Leuven, 2014.
- Beter laat dan nooit investeert de KULeuven in een opleiding islam: op Knack.be, (online), 2014.
- Overleven jullie de toekomst of willen jullie met toekomst leven?: op Magzijn.community, (online), 2015.
- Toekomst abdijgemeenschappen onder druk? Rol en kwaliteit van het monastieke gemeenschapsleven uitgedaagd door maatschappelijke transitiebeweging, in: Religie & Samenleving, 2015.
- Hoe Franciscus en Bonny nieuws  maken,  op: deredactie.be (online), 2015.
- Levensbeschouwelijk Vlaanderen. Een godsdienstsociologische analyse aan de hand van het cohortenmodel, in: Pastorale Perspectieven, 2016.
- Ongelijkheid: George, Matteüs of ... Lucas?, op Magzijn.community, (online), 2016.
- Role and Quality of Monastic Community Life Challenged by Societal Transitions. An Ethnographic Case-study of the Trappist Community of the Abbey of Sint-Sixtus, in: Journal Teologic (online), 2016.
- Langs het pad van de postulant. Binnenkijken in de trappistenabdij van Westvleteren, Antwerpen, Halewijn, 2016.
- The post-secular society: challenges and opportunities for nurturing leadership within religious communities,  Colloquium decimum: Generative Communities: Nurturing leadership, 9 & 10 January 2018, Atchison (Kansas), St. Benedicts’s Abbey, 2018.